# Thống nhất Ả Rập Xê Út
Thống nhất Ả Rập Xê Út là một chiến dịch quân sự và chính trị, trong quá trình này Nhà Saud chinh phục nhiều bộ lạc, tù bang, vương quốc trên hầu hết bán đảo Ả Rập từ năm 1902 đến năm 1932 và tuyên bố thành lập Vương quốc Ả Rập Xê Út dưới quyền lãnh đạo của Ibn Saud. Nhà nước này còn được gọi là "Nhà nước Saud thứ Ba" nhằm phân biệt với Tiểu vương quốc Diriyah và Tiểu vương quốc Nejd cũng do Nhà Saud lập nên trước đó.
Nhà Saud sống lưu vong tại lãnh thổ Kuwait do Anh bảo hộ kể từ năm 1893 sau khi họ bị hất khỏi quyền lực và chính thể của họ bị tan rã dưới tay Nhà Rashid tại Ha'il. Đến năm 1902, Ibn Saud tái chiếm cố đô của Nhà Saud là Riyadh. Ông chinh phục phần còn lại của Nejd, Al-Hasa, Jebel Shammar, Asir, và Hejaz (là nơi có các thành phố linh thiêng của Hồi giáo là Mecca và Medina) từ năm 1913 đến năm 1926. Chính thể hợp thành được đặt tên là Vương quốc Nejd và Hejaz từ năm 1927 đến khi nó được thống nhất hơn nữa cùng với Al-Hasa và Qatif thành Vương quốc Ả Rập Xê Út vào năm 1932.

## Bối cảnh

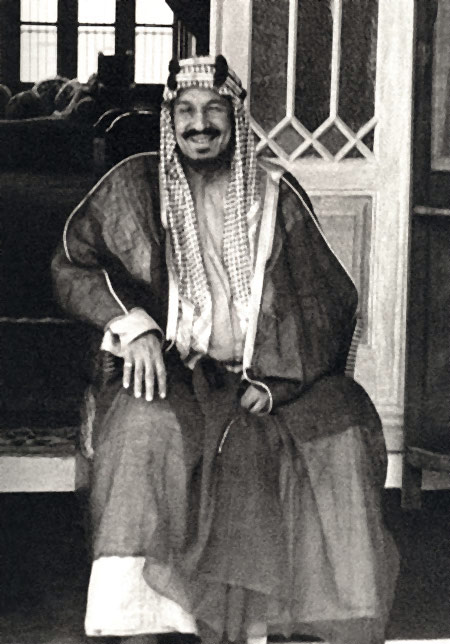
Abdul Aziz bin Abdul Rahman Al Saud là người lãnh đạo quá trình thống nhất Ả Rập Xê Út.

Sau Thoả thuận Diriyah giữa Muhammad ibn Abdul Wahhab và Muhammad ibn Saud, thị tộc Saud lập nên Nhà nước Saud thứ nhất vào năm 1744. Nhà nước này có nền tảng là bảo vệ nghiêm ngặt Hồi giáo. Tư tưởng sản sinh trong giai đoạn này về sau được đặt tên là giáo phái Wahhabi. Nhà nước này khởi nguồn từ khu vực Nejd tại miền trung bán đảo Ả Rập, sau đó chinh phục hầu hết bán đảo, đỉnh điểm là chiếm giữ thành phố linh thiêng Mecca của Hồi giáo vào năm 1802.
Việc để mất Mecca là một tổn thất đáng kể đến thanh thế của Đế quốc Ottoman, vì họ đã thi hành chủ quyền đối với thành phố này từ năm 1517. Triều đình Ottoman cuối cùng có động thái chống lại Nhà Saud, nhiệm vụ này được trao cho vị phó vương Ai Cập nhiều quyền lực là Muhammad Ali Pasha, người này đưa quân đến khu vực Hejaz và tái chiếm Mecca. Trong khi đó, con trai của ông ta là Ibrahim Pasha dẫn quân Ottoman đến vùng trung tâm của Nejd, lần lượt chiếm lĩnh các thị trấn tại đó. Ibrahim bao vây thủ đô Diriyah của Nhà Saud trong vài tháng, Nhà Saud phải đầu hàng vào mùa đông năm 1818. Nhiều thành viên của gia tộc Saud và Abdul Wahhab bị giải sang Ai Cập và thủ đô Constantinople của Ottoman, còn thủ đô Diriyah bị phá huỷ một cách có hệ thống. Vị imam (thủ lĩnh) cuối cùng của Nhà Saud là Abdullah bin Saud sau đó bị hành hình tại Istanbul.
Những thành viên Nhà Saud sống lưu vong đã trở về thành lập Nhà nước Saud thứ hai, thường được cho là bắt đầu từ khi Turki ibn Abdallah chiếm lĩnh Riyadh (và lập nơi đây làm tân đô) vào năm 1824 và kết thúc trong trận Mulayda vào năm 1891. So với Nhà nước Saud thì Nhà nước Saud thứ hai có dấu ấn là ít bành trướng lãnh thổ hơn và ít nhiệt tình tôn giáo hơn. Nhà nước này còn có đặc điểm là bất ổn, tình trạng này bị gia tộc Rashid tại Jebel Shammar lợi dụng. Thủ lĩnh Nhà Saud là Abdul Rahman ibn Faisal tìm cách tị nạn vào năm 1893.

## Lịch sử

### Nhà Saud tiếp quản Riyadh
Năm 1901, con trai của Abdul Rahman bin Faisal, tức Ibn Saud sau này, yêu cầu Tiểu vương Kuwait giúp đỡ về nhân lực và tiếp tế để tấn công Riyadh. Tiểu vương Kuwait từng nhiều lần giao tranh với Nhà Rashid, ông ta đồng ý với đề nghị này và cấp cho Ibn Saud ngựa và vũ khí. Mặc dù số lượng người chính xác có tăng giảm trong hành trình sau đó, song ông được cho là rời đi với khoảng 40 người.
Đến tháng 1 năm 1902, Ibn Saud cùng quân của mình đến Riyadh. Do quân số ít, ông nhận thấy cách duy nhất để đoạt được thành phố là chiếm thành Masmak và giết chết thành chủ Riyadh là Ibn Ajlan, và thành công trong mục tiêu này. Sau khi tái chiếm được quê hương, Ibn Saud chứng minh được rằng mình sở hữu các phẩm chất cần thiết để trở thành một sheikh hoặc emir: khả năng lãnh đạo, lòng dũng cảm và vận may, và sự kiện này đánh dấu khởi đầu Tiểu vương quốc Nejd và Hasa, which lasted until 1921.

### Chiến tranh Saud–Rashid

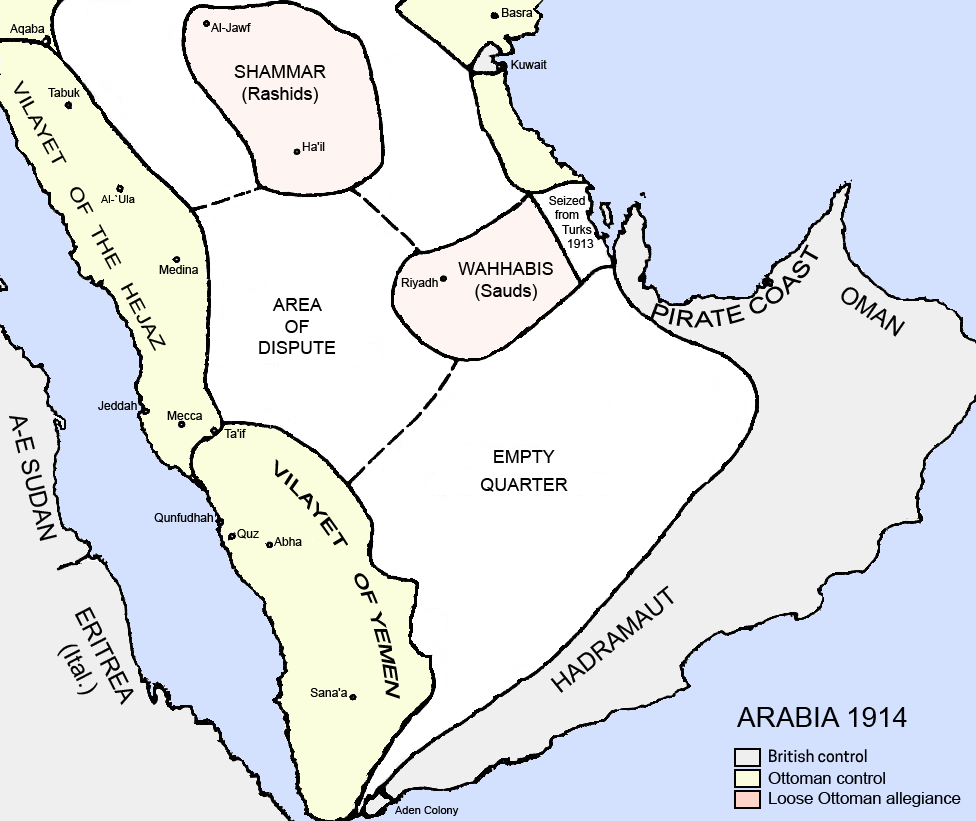
Bán đảo Ả Rập năm 1914

Chiến tranh lần thứ nhất giữa Nhà Saud và Nhà Rashid cai trị Tiểu vương quốc Jabal Shammar mới thành lập bao gồm nhiều trận đánh rời rạc từ năm 1903 đến năm 1907. Chiến tranh kết thúc khi Nhà Saud chiếm được vùng Al-Qassim sau chiến thắng quyết định tại Qasim vào ngày 13 tháng 4 năm 1906, song các cuộc giao chiến khác vẫn tiếp tục sang năm 1907.
Trong cuộc chiến thứ nhì giữa hai gia tộc này, lực lượng của Nhà Saud có đồng minh là lực lượng Ikhwan. Vào ngày 2 tháng 11 năm 1921, Jebel Shammar hoàn toàn bị quân Saud chinh phục và sau đó bị sáp nhập vào Vương quốc Nejd.

### Al-Hasa và Qatif
Năm 1913, Ibn Saud với hỗ trợ của Ikhwan, đã tiến hành chinh phục al-Hasa từ tay một đội quân đồn trú của Ottoman vốn kiểm soát khu vực này từ năm 1871. Sau đó, ông hợp nhất al-Hasa và Qatif vào quốc gia của mình. Nhân dân tại các khu vực này là các tín đồ Hồi giáo Shia và Thanh giáo Wahhabi, kết quả là những hình phạt khắc nghiệt cho Hồi giáo Shia tại Ả Rập Xê Út, tương phản với chính sách khoan dung của triều đình Ottoman theo Hồi giáo Sunni trước đó.

### Chiến tranh Kuwait–Najd
Chiến tranh Kuwait-Najd diễn ra vì Ibn Saud muốn thôn tính Kuwait. Ibn Saud khẳng định rằng lãnh thổ của Kuwait thuộc về mình. Xung đột nghiêm trọng giữa Kuwait và Najd khiến hàng trăm người Kuwait thiệt mạng. Chiến tranh dẫn đến các cuộc đụng độ biên giới rải rác trong suốt thời kỳ 1919–1920.
Sau Chiến tranh Kuwait–Najd, Ibn Saud áp đặt phong toả mậu dịch chặt chẽ chống lại Kuwait trong 14 năm từ năm 1923 đến năm 1937. Mục tiêu của các cuộc tấn công về kinh tế và quân sự từ phía Nhà Saud nhằm vào Kuwait là để thôn tính hết mức có thể lãnh thổ của Kuwait. Trong Hội nghị Uqair vào năm 1922, biên giới giữa Kuwait và Najd được xác định. Kuwait không có đại biểu trong hội nghị Uqair. Ibn Saud thuyết phục Cao uỷ Anh tại Iraq Percy Cox trao cho ông hai phần ba lãnh thổ của Kuwait. Hơn một mửa lãnh thổ Kuwait bị mất do hội nghị Uqair. Sau hội nghị này, Kuwait vẫn phải chịu phong toả kinh tế của Nhà Saud và thỉnh thoảng lại bị quân Saud tấn công.

### Thế chiến I
Đến tháng 12 năm 1915, chính phủ Anh nỗ lực vun đắp ủng hộ lẫn nhau với Ibn Saud thông qua một điệp viên mật là Thuyền trưởng William Shakespear, kết quả đạt được là Hiệp định Darin. Sau khi Shakespear mất trong trận Jarrab giữa Nhà Saud và Nhà Rashid, người Anh bắt đầu hỗ trợ kình địch của Ibn Saud là thủ lĩnh Hejaz Sharif Hussein bin Ali. Huân tước Herbert Kitchener cũng kêu gọi Hussein bin Ali, Sharif của Mecca trợ giúp trong thế chiến và Hussein muốn đổi lấy công nhận chính trị. Các thư trao đổi với Henry McMahon đảm bảo với Hussein rằng sự giúp đỡ của ông sẽ được đền đáp bằng vùng đất giữa Ai Cập và Ba Tư, ngoại trừ các thuộc địa và lợi ích của Anh tại Kuwait, Aden, và bờ biển Syria. Trái với các đàm phán cùng Hussein bin Ali, người Anh lại tham gia Hiệp định Darin, theo đó vùng đất của Nhà Saud là một lãnh thổ bảo hộ của Anh. Ibn Saud cam kết sẽ lại tiến hành chiến tranh chống lại Ibn Rashid, vốn là một đồng minh của Ottoman. Ibn Saud cũng được trao cho một khoản thù lao hàng tháng để đổi lấy việc tiến hành chiến tranh chống lại Ibn Rashid.

### Chiến tranh Nejd–Hejaz

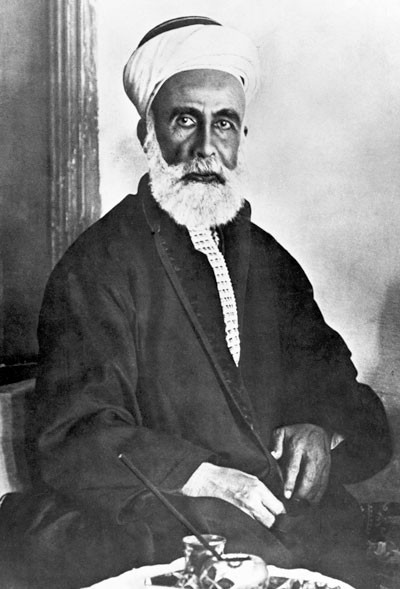
Sharif Hussain, Sharif tại Mecca và Quốc vương của Hijaz.

Cuộc chiến đầu tiên giữa Nhà Saud và Nhà Hashem cai trị Vương quốc Hejaz, còn gọi là tranh chấp Al-Khurma diễn ra vào năm 1918–1919. Chiến tranh nằm trong phạm vi của xung đột lịch sử giữa hai gia tộc nhằm giành quyền bá chủ trên bán đảo Ả Rập. Kết quả là quân Hashem chiến bại, và al-Khurma bị rơi vào tay Nhà Saud cùng lực lượng Ikhwan đồng minh, song người Anh can thiệp để ngăn vương quốc của Nhà Hashem sụp đổ nhanh chóng, và lập ra thoả thuận ngừng bắn kéo dài cho đến năm 1924.
Nhà Saud chinh phục Hejaz trong một chiến dịch vào năm 1924–1925. Chiến dịch kết thúc thành công vào tháng 12 năm 1925, khi Jeddah thất thủ. Sau đó, đến năm 1926, Ibn Saud xưng là quốc vương của Hejaz, và thăng Nejd làm một vương quốc vào năm 1927. Trong hơn 5 năm sau đó, các lãnh địa của Nhà Saud được gọi là Vương quốc Nejd và Hejaz, song chúng được cai quản với tư cách là thực thể riêng biệt.

### Các vụ tấn công của Ikhwan
Lực lượng Ikhwan đồng minh của Nhà Saud tiến hành một loạt vụ cướp bóc tại Ngoại Jordan từ năm 1922 đến năm 1924. Mặc dù các vụ tấn công này không phải do Ibn Saud tổ chức, song ông không làm gì để ngăn chặn đồng minh của mình. Tuy nhiên, điều này thay đổi sau khi ông chinh phục Hejaz, khi đó lập trường chỉ trích và phản đối ngày càng tăng của Ibn Saud đối với các cuộc tấn công của Ikhwan trở thành mối thù công khai và diễn tiến thành một cuộc xung đột đổ máu từ năm 1927.
Vào đầu thập niên 1920, các cuộc tấn công của Ikhwan từ Najd vào các phần phía nam của lãnh thổ Ngoại Jordan là mối đe doạ nghiêm trọng nhất đối với vị thế của emir Abdullah tại đó. Emir bất lực trong việc đẩy lui các cuộc tấn công này, do đó người Anh duy trì một căn cứ quân sự tại Marka, gần Amman.
Năm 1921, một toán quân Ikhwan tấn công miền nam Iraq, cướp phá các làng của người Shia, khiến 700 người Shia Iraq thiệt mạng.

### Ikhwan nổi loạn

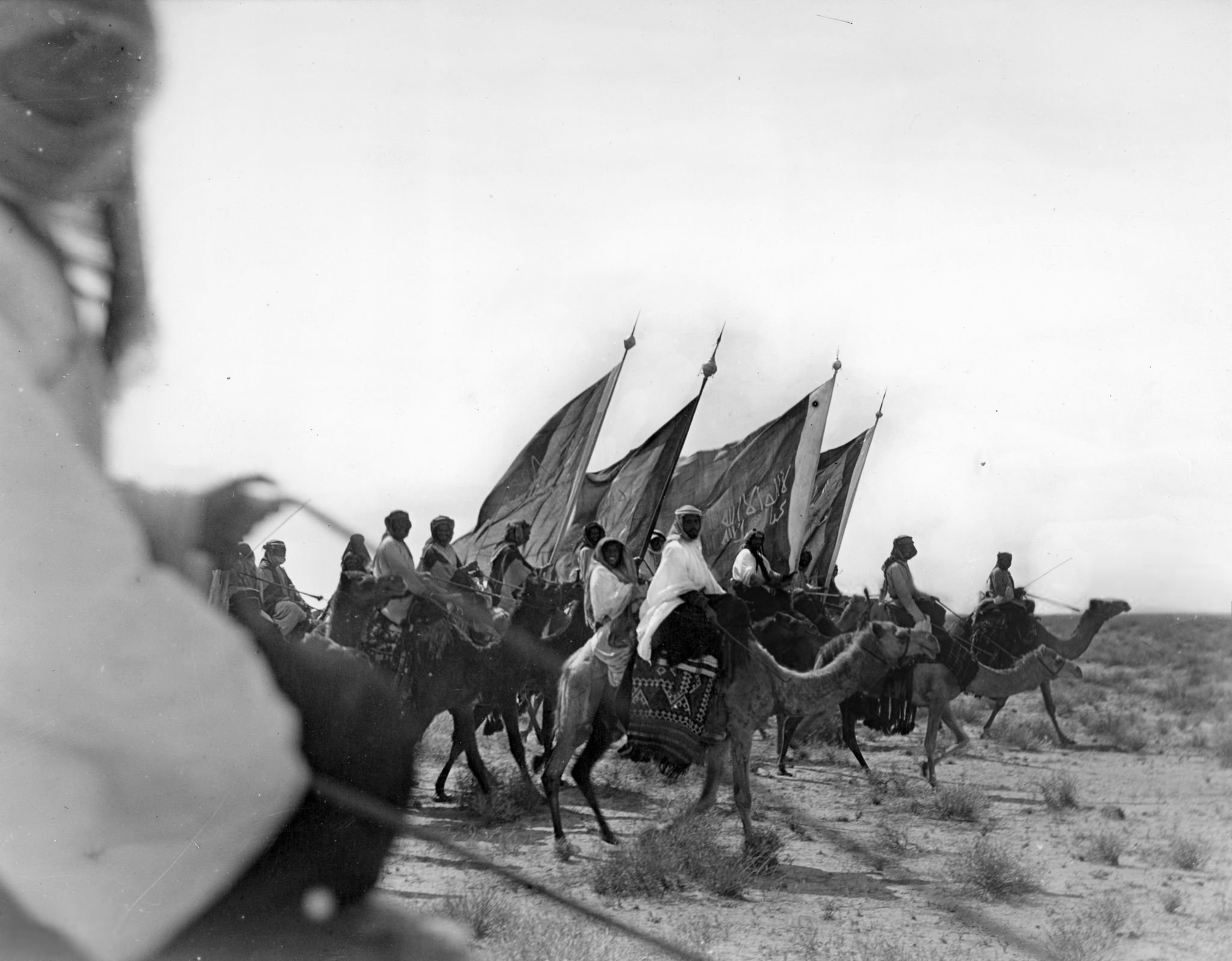
Quân Ikhwan trong cuộc nổi loạn, họ chiến đấu với người Anh, Kuwait và Ibn Saud.

Đến khi quá trình bành trướng của Nhà Saud chậm lại trong thập niên 1920, một số người trong hàng ngũ Ikhwan thúc đẩy việc tiếp tục bành trướng, đặc biệt là đến các lãnh thổ do Anh kiểm soát như Ngoại Jordan ở phía bắc - là nơi Ikhwan từng tấn công từ năm 1922 đến năm 1924. Một vài khu vực tại miền trung bán đảo Ả Rập chưa bị quân Saud-Ikhwan tràn qua do họ có các hiệp ước với Anh, và Ibn Saud nhận thức được nguy cơ nếu như có xung đột với Anh. Tuy nhiên, Ikhwan được giảng rằng toàn bộ những người không theo giáo phái Wahhabi là kẻ ngoại đạo. Faisal al-Dawish từ bộ lạc Mutair và Sultan bin Bajad từ bộ lạc Otaiba là các thủ lĩnh của Ikhwan, họ nằm trong số những người cáo buộc Ibn Saud "nhân nhượng".
Cuộc nổi loạn bùng phát, đỉnh điểm là trận chiến tại Sabillah, một số người đánh giá đó là một vụ thảm sát song các nguồn thân Nhà Saud thì xem đó là một cuộc chiến công bằng. Các trận đánh khác nổ ra trong suốt năm 1929 tại Jabal Shammar và tại vùng lân cận của bộ lạc Awazim. Cuộc nổi loạn bị dập tắt vào năm 1930, khi các phần tử chống đối cuối cùng đã phải đầu hàng. Những người còn sống bị tống giám, song hậu duệ của họ vẫn phản đối quyền cai trị của Nhà Saud, như Juhayman al-Otaibi đã lãnh đạo cuộc chiếm đóng Đại Thánh đường vào năm 1979.

### Thành lập Ả Rập Xê Út
Vương quốc Ả Rập Xê Út được công bố vào ngày 23 tháng 9 năm 1932. Con trai cả của Ibn Saud là Saud trở thành thái tử vào năm 1933. Tuy nhiên, trước khi phát hiện được dầu mỏ vào năm 1938, Ả Rập Xê Út mới thành lập vẫn chỉ là một trong các quốc gia nghèo nhất trên thế giới.

## Hậu quả

### Sáp nhập Asir

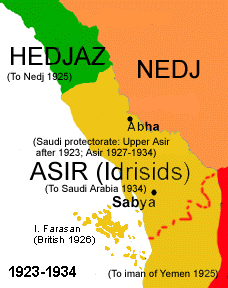
Asir, Hejaz, và Nejd

Khu vực Asir nay là miền nam Ả Rập Xê Út nằm dưới quyền cai trị của Ottoman từ năm 1871 cho đến khi bùng phát Chiến tranh thế giới thứ nhất. Emir Hasan ibn Ali Al Aid tại một thời điểm đã "trở nên gần như độc lập" và nỗ lực cai trị từ Abha. Tuy nhiên, một cuộc đấu tranh xảy ra giữa quân của ông và quân của Muhammad ibn Ali al-Idrisi, và người sau đã lập ra Tiểu vương quốc Idrisi đoản mệnh dưới quyền giám hộ của Nhà Saud. Tiểu vương quốc này bị Nhà Saud sáp nhập sau một hiệp định vào năm 1930, theo đó lãnh thổ nằm dưới quyền kiểm soát trực tiếp của Ibn Saud khi emir qua đời. Tiểu vương quốc này cuối cùng hợp nhất vào Vương quốc Ả Rập Xê Út vào năm 1934.

### Chiến tranh Saud–Yemen
Do Ottoman tan rã, một nhà nước của giáo phái Zaidiyyah được hình thành tại Yemen dưới quyền Imam Muhammad bin Yahya Hamid ad-Din và các hậu duệ của người này. Người Yemen yêu sách một phần của Asir và bắt đầu giao chiến với Nhà Saud vào năm 1933. Tạp chí Foreign Affairs của Hoa Kỳ vào năm 1934 có đăng lời của sử gia Hans Kohn, "Một số nhà quan sát châu Âu muốn giải thích cuộc xung đột vũ trang này là cuộc xung đột giữa chính sách của Anh và Ý trên bán đảo Ả Rập." Bất chấp quan hệ của Anh với Ả Rập Xê Út và quan hệ của Ý với Yemen, ông kết luận rằng "kình địch giữa hai nhà lãnh đạo không hề có nguyên nhân hoặc được khuyến khích từ kình địch giữa hai nhà nước châu Âu." Tuy nhiên, vào năm 1998, Alexei Vassiliev viết rằng, "imam được cả người Ý xúi giục vì họ đề xuất hỗ trợ nhằm tăng ảnh hưởng của mình tại Yemen, và cũng từ người Anh vì họ muốn làm giảm chú ý của Imam Yahya khỏi lãnh thổ bảo hộ của họ tại Aden." Quân Saud phản công, tiến đến thành phố cảng Al Hudaydah của Yemen trước khi ký kết một "hiệp định về tình hữu nghị Hồi giáo và tình huynh đệ Ả Rập" tại Ta'if, được công bố đồng thời tại Mecca, Sanaa, Damascus, và Cairo để nêu bật tính liên Ả Rập của nó.
Hiệp định có ghi rằng "các quốc gia này là một và đồng ý cân nhắc đến lợi ích của nhau", Kohn viết rằng, "chính sách ngoại giao của cả hai vương quốc sẽ được đưa ra phù hợp và hài hoà với nhau do đó hai quốc gia sẽ hành động như một trong chính sách đối ngoại. Trong thực tế, nó có nghĩa là Ibn Saud bảo hộ đối với Yemen do là đối tác mạnh hơn và có uy thế hơn nhiều." Quan hệ giữa hai bên duy trì mật thiết cho đến khi nội chiến bùng phát tại Yemen trong thập niên 1960, khi đó quốc gia này là chiến trường giữa các giá trị bảo thủ và các giá trị của nhà cách mạng Ai Cập Gamal Abdel Nasser.